# Ciba Vision
Ciba Vision ist ein US-amerikanisches Unternehmen für Forschung, Entwicklung, Herstellung und Vermarktung von Kontaktlinsen und Kontaktlinsenpflegemitteln. In knapp der Hälfte aller Länder der Erde kann man die Produkte von Ciba Vision erwerben. Ciba Vision hat mehr als 6.500 Mitarbeiter in 40 Gesellschaften und acht Produktionsstätten. Ciba Vision gehört zu Novartis, einem Pharmaunternehmen mit Sitz in Basel (Schweiz). Ciba Vision wurde mit der ehemaligen Nestlé-Tochter Alcon zusammengeführt, welche Novartis in den Jahren 2008 bis 2011 erworben hatte. Der so geschaffene Geschäftsbereich tritt als Alcon Vision Care auf dem Markt auf.

## Unternehmensgeschichte
Die Ciba Vision GmbH ist mit mehr als 1500 Mitarbeitern der größte Arbeitgeber in Großwallstadt und einer der größten am Bayerischen Untermain. In Großostheim arbeiten nochmals rund 125 Mitarbeiter in der Alcon Pharma GmbH. Sie sind für die Vermarktung und den Vertrieb der Kontaktlinsen und Kontaktlinsenpflegemittel in Deutschland zuständig.
Am 29. Juni 2018 kündigte Novartis an, Alcon abzuspalten und an die SIX Swiss Exchange sowie an die New York Stock Exchange zu bringen.

## Niederlassungen in Europa
- Frankreich: Blagnac
- Deutschland: Großwallstadt
- Italien: Marcon
- Niederlande: Breda
- Schweden: Askim (Göteborg)
- Schweiz: Embrach
- Vereinigtes Königreich: Southampton